# Fritz von Lossberg
Friedrich Karl ’’Fritz’’ von Lossberg, né le 30 avril 1868 et décédé le 4 mai 1942, est un officier supérieur allemand. Il participe à la Première Guerre mondiale en tant que chef d'état-major du 13e corps d'armée. Il est reconnu comme un stratège hors pair pour ses qualités de planification lors des phases de combats défensifs. Il intervient au cours de la Première Guerre mondiale sur les parties du front attaquées par les Alliés. Il intervient en tant que chef d'état-major d'armée lors des batailles de la Somme, d'Arras et de Passchendaele.

## Biographie

### Début de carrière
Lossberg est né à Bad Homburg en province de Hesse-Nassau, il est issu d'une famille de militaire, son père est le Generalmajors Viktor von Loßberg (de).
Lossberg intègre en tant que cadet, le 3 janvier 1886, le 2e régiment à pied de la Garde de l'armée prussienne à Berlin. Le 17 septembre 1887, il est nommé lieutenant puis Obereutnant le 16 juin 1894. Le 1er octobre 1894, il suit les cours de l'Académie de guerre de Prusse. Détaché du 2e régiment à pied de la Garde, il obtient un poste le 1er avril 1898 au Grand État-Major général. Le 22 mars 1900, il est promu capitaine et le 5 juillet fait partie de l'état-major du 14e corps d'armée.
Le 1er mars 1903, Lossberg est nommé à la tête d'une compagnie du 114e régiment d'infanterie. Le 22 avril 1905, il devient chef d'état-major de la 19e division d'infanterie. Le 27 janvier 1907, Lossberg est promu major et obtient un poste de professeur à l'Académie de guerre de Prusse à partir du 1er octobre 1907. Trois ans plus tard, il devient chef d'état-major du 14e corps d'armée. Le 1er octobre 1912, Lossberg est nommé chef d'état-major du 13e corps d'armée royal wurtembergeois et chef de bataillon dans le 94e régiment d'infanterie. Le 16 janvier 1913, il est promu Oberstleutnant.

### Première Guerre mondiale
Lors du déclenchement de la Première Guerre mondiale, Lossberg est toujours chef d'état-major du XIIIe corps d'armée. Ce corps d'armée se concentre à Thionville et participe à la bataille de Longwy. Le 24 janvier 1915, il est muté à Mézières à l'OHL au sein de la direction des opérations. Il est promu Oberst le 24 juillet 1915.
Au déclenchement de la bataille de Champagne le 25 septembre, les troupes allemandes sont bousculées. Le chef d'état-major de la 3e armée, le lieutenant-général von Hoehn, considère que le corps de gauche de son armée pour être protégé devrait se replier de plusieurs kilomètres en retrait de Dormoise. Lossberg exprime de sérieuses réserves sur les choix proposés. Il est alors nommé à la tête de l'état-major de la IIIe armée allemande pour rétablir la situation. Il réussit à limiter, puis bloquer la progression française en développant le concept de défense souple ou de défense en profondeur où les positions capturées sont contre-attaquées par des unités tenues en réserve.
Lossberg grâce à cette bataille est reconnu comme un spécialiste de la défense, son expertise est à nouveau sollicitée au cours de la bataille de la Somme. Il devient le 2 juillet 1916, le chef d'état-major de la 2e armée puis le 19 juillet chef d'état-major de la 1re armée toutes deux attaquées par les troupes alliées. Il parvient à enrayer la progression des troupes britanniques et françaises au prix de pertes humaines importantes. Il est décoré de l'ordre Pour le Mérite le 16 septembre 1916 en récompense de ses actions.
La bataille d'Arras débute le 9 avril 1917, le 11 avril Lossberg est transféré comme chef d'état-major de la 6e armée pour rétablir la situation et repousser les troupes britanniques. Une fois la ligne de front stabilisée, Lossberg devient chef d'état-major de la 4e armée. Devant les préparatifs d'attaque des Britanniques, il met en place plusieurs lignes de défense qui montrent leur efficacité lors de la bataille de Passchendaele. Le 3 août 1917, il est promu Generalmajor et devient le chef d'état-major du groupe d'armée Boehn. Le 31 octobre 1918, il est nommé chef d'état-major du groupe d'armée de Albert de Wurtemberg jusqu'au rapatriement de ce groupe d'armée en Allemagne.

### Après guerre et fin de carrière

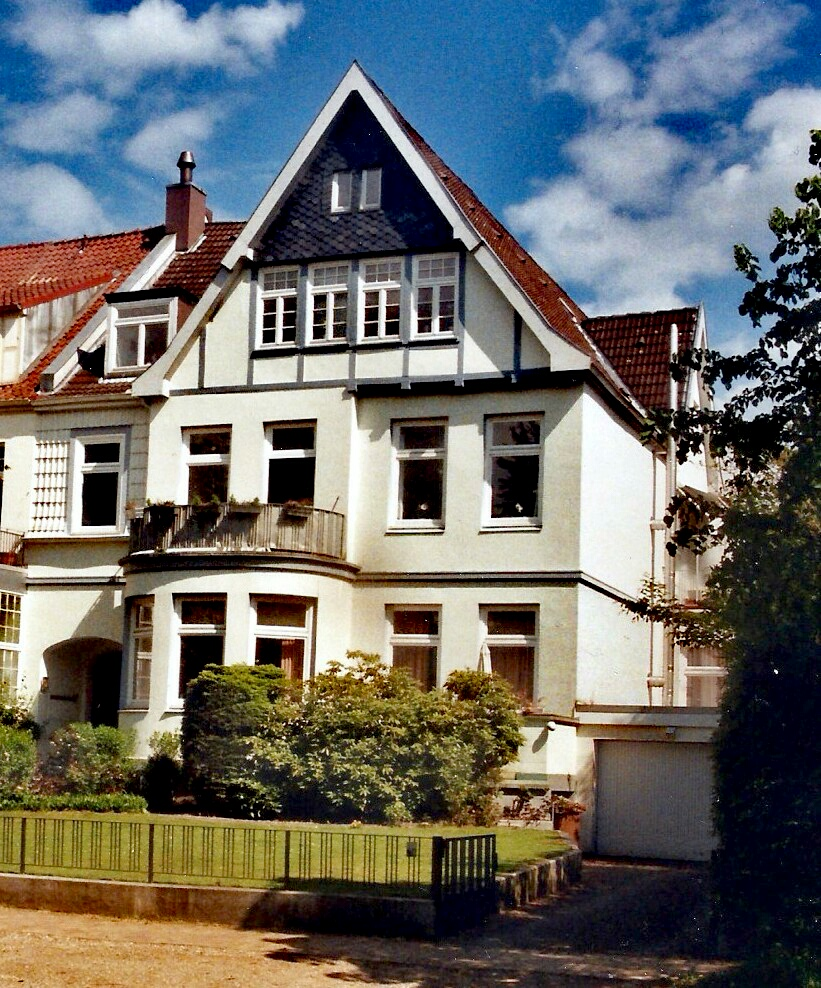
Résidence de sa retraite à Lübeck.

Au début de l'année 1919, Lossberg devient brièvement chef d'état-major de l'AOK Sud en Silésie au sein de la Reichswehr provisoire. Il devient, le 24 juillet 1919, commandant de la XXVIe brigade de la Reichswehr. Il est remplacé le 1er septembre, il est nommé chef d'état-major du Gruppenkommandos 2 à Cassel.
Avec la création de la Reichswehr, Lossberg est promu Generalleutnant le 1er octobre 1920, il prend le commandement de la VIe division d'infanterie cantonnée à Münster en Westphalie. Au cours de cette période, il est à la tête de la VIe région militaire. Le 1er novembre 1924, Lossberg devient commandant du Gruppenkommando I de Berlin, il est promu General der Infanterie le 26 octobre 1926. Le 31 janvier 1927, il quitte l'armée et prend sa retraite.
Lossberg s'installe à Lübeck et commence une carrière d'écrivain militaire, il est l'auteur de nombreux livres et articles dans des magazines.

## Honneurs et distinctions
- Croix de fer (1914), IIe et Ire classe.
- Pour le Merite avec feuilles de chêne.

pour le Mérite 21 septembre 1916.
feuilles de chêne le 24 avril 1917.
- Ordre de l'Aigle rouge IVe classe.
- Ordre de la Couronne de Prusse, IIIe classe.
- Chevalier Ordre de Hohenzollern avec épées.
- Médaille militaire de service de Prusse.
- Ordre de Hohenzollern, IIe classe avec épées.
- Chevalier Ordre militaire de Maximilien-Joseph de Bavière.
- Ordre du Mérite militaire de Bavière, IIIe classe avec épées et couronne.
- Commandeur IIeclasse de l'Ordre militaire de Saint-Henri.
- Chevalier IIe classe de l'Ordre d'Albert avec épée.
- Commandeur de l'Ordre du Mérite militaire (Wurtemberg).
- Chevalier de l'Ordre de la Couronne de Wurtemberg.
- Commandeur IIe classe de l'Ordre du Lion de Zaeringen.
- Allgemeines Ehrenzeichen (de)
- Croix du Mérite militaire (Mecklembourg-Schwerin) IIe classe.
- Chevalier Ire classe de l'Ordre d'Henri le Lion.
- Chevalier Ire classe de l'Ordre du Mérite du duc Pierre-Frédéric-Louis.
- Commandeur de l'Ordre du Faucon blanc.
- Croix hanséatique de Brème.
- Commandeur Ire classe de l'Ordre de la Maison ernestine de Saxe avec épées.
- Croix pour services rendus pendant la guerre (Saxe-Meiningen).